# Camp de concentració de Salaspils

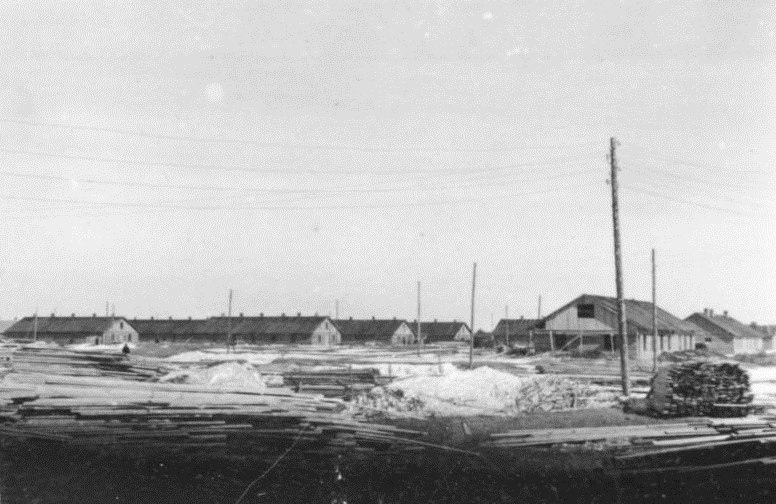
Camp de concentració de Salaspils el 1941 (fotografia de propaganda nazi).

El camp de concentració de Salaspils o camp de concentració de Kurtenhof va ser fundat cap a finals de 1941 a uns 18 quilòmetres al sud-est de Riga, a Letònia. La burocràcia nazi va establir distincions entre els diferents tipus de camps i, dins d'aquesta classificació oficial, Salaspils era «una presó i un camp d'educació laboral» (Polezeigegfängnis und Arbeitserziehungslager). La denominació de Kurtenhof prové del nom en alemany de la ciutat de Salaspils.
La planificació per al desenvolupament del camp i la seva estructura per als presoners va ser modificada diverses vegades. El 1943, Heinrich Himmler va considerar breument convertir el camp en un camp de concentració oficial (Konzentrationslager), amb la qual cosa hauria estat subordinat a l'Oficina Central de Seguretat del Reich, però això no es va fer realitat.

## Pla original
A l'octubre de 1941, el Sturmbannführer de les SS Rudolf Lange va començar a planificar un camp de detenció perquè fos construït a Salaspils. Aquest havia de servir per confinar a les persones arrestades a Letònia per la policia i també havia d'allotjar els jueus deportats d'Alemanya i d'altres països. Lange, qui originàriament era el coordinador de l'Einsatzgruppen A, un esquadró mòbil d'assassins, va iniciar un nou treball al desembre de 1941 com a comandant tant de la policia de seguretat a Letònia com del Servei de Seguretat (Sicherheitsdienst).
El lloc seleccionat, a prop a la ciutat de Salaspils, era fàcilment accessible per la línia ferroviària principal que connectava Riga i Daugavpils, les dues ciutats més grans de Letònia. Com a part del que aviat es coneixeria com a «Solució Final», es van separar els jueus de les jueves per evitar que tinguessin fills. Al febrer de 1942, Lange, probablement a causa dels seus actes a Letònia, va formar part de la Conferència de Wannsee, on es va anunciar a la jerarquia nazi el pla d'assassinar tots els jueus d'Europa.

## Construcció del camp i modificacions del pla

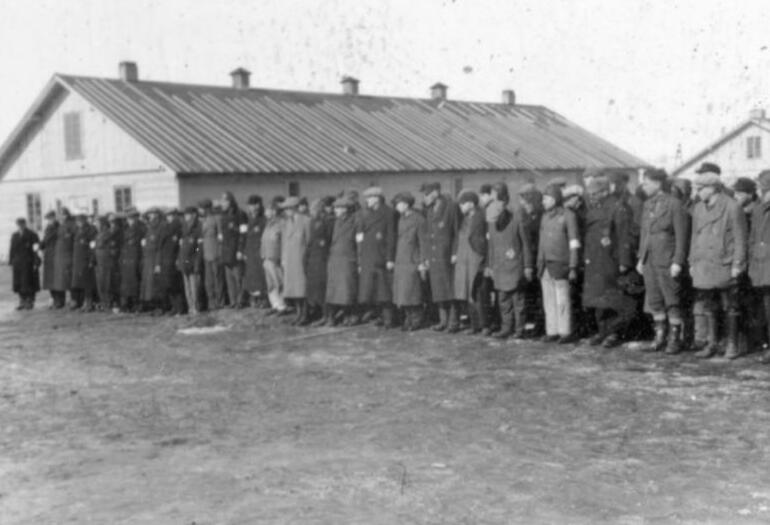
Llista de presoners al camp de concentració de Salaspils, 22 de desembre de 1941 (fotografia de propaganda nazi).

El primer tren amb jueus alemanys va arribar inesperadament a Letònia a l'octubre de 1941, abans que el camp de concentració de Salaspils estigués finalitzat. El tren havia estat desviat del seu destí original de Minsk a Riga. Els jueus del tren van ser albergats temporalment al camp de concentració de Jungfernhof («KZ Jungfernhof») i, després, en una zona delineada pels nazis a Riga, que seria més tard coneguda com el Gueto de Riga.
El lloc del camp va ser preparat a l'octubre de 1941 per presoners de guerra soviètics del camp sucursal de Salaspils Stalag 350/Z, per jueus txecs deportats i per uns pocs jueus alemanys del KZ Jungfrauhof. A mitjan gener de 1942, almenys mil jueus del gueto de Riga van ser forçats a treballar en la construcció del camp. L'allotjament insuficient, les males condicions sanitàries, mala nutrició i un clima fred extrem van ocasionar un gran nombre de morts.
Els nazis havien planejat deportar als últims jueus restants d'Alemanya per a finals de l'estiu de 1942. Per donar suport aquesta iniciativa, van ser revisats els plànolsdel camp de Salaspils en un intent per permetre que el camp allotgés 15.000 jueus deportats d'Alemanya. Llavors, el camp exercia tres rols: presó general de la policia, camp de presoners de la policia de seguretat i, finalment, camp de treball forçat; tanmateix, l'últim pla d'expansió no va ser portat a terme.
Per a la tardor de 1942, el camp comprenia 15 barracons, delss 45 que havien estat planificats, i allotjava 1.800 presoners. Encara que era una presó i un camp d'educació laboral, Salaspils es va assemblar a un camp de concentració nazi en la manera com el treball va ser organitzat, els tipus de presoners, així com el seu tractament, com ho van relatar una vegada alliberats.
Per a finals de 1942, els reclusos del camp de Salaspils eren principalment presos polítics -que havien estat originàriament empresonats a la presó central de Riga sense un adequat procés sota «ordres de custòdia protectora»- i estrangers, com els retornats letons de la Unió Soviètica, als qui els nazis consideraven sospitosos. A més a més, albergava a presoners en reeducació i reclutes de les unitats col·laboracionistes locals letons (Schutzmannschaften). Al camp només hi havia dotze jueus: molts d'ells van morir o van tornar a Riga en una condició feble.

## Nens a Salaspils
Com a resultat d'haver portat a terme una «acció de lluita contra les colles» a la zona de la frontera letona-russa entre gener i març de 1943, 2.288 persones van ser detingudes i portades a Salaspils, en aquest moment ocupat per 1.990 presoners. Entre els reclusos es van trobar al voltant de 1.100 dels denominats «nens de les colles», que havien estat recollits sense els seus familiars o tutors adults. Els nens serien allotjats a cases i orfenats, mentre que els joves capaços de treballar serien ubicats en granges. Segons altres plans, els nens serien enviats al departament separat del camp de concentració de Majdanek. De fet, van ser enviats al denominat «Camp de protecció juvenil» a Tuchingen, Łódź.
La febre tifoide i les males condicions sanitàries als barracons separats dels nens a Salaspils van crear una situació on diversos centenars d'aquests nens van morir; tanmateix, segons la «Comissió extraordinària de l'Estat soviètic per investigar els crims feixistes alemanys» al voltant de 12.000 nens haurien estat arrestats, dels quals almenys 7.000 eren jueus i van ser utilitzats com a donants involuntaris de sang per proveir als hospitals militars alemanys.

## Nombre de víctimes
Al voltant de 12.000 presoners van passar pel camp durant el temps que va estar operatiu. A més a més dels jueus alemanys que van perir durant la fase de construcció, unes 2.000 a 3.000 persones van morir allà, dels quals destaca una quantitat particularment alta de nens i joves de les «zones de colles». Recerques posteriors han negat les asseveracions que Salaspils va ser un camp d'extermini on van ser assassinades 53.000 persones.